# Oberberg (Marktredwitz)

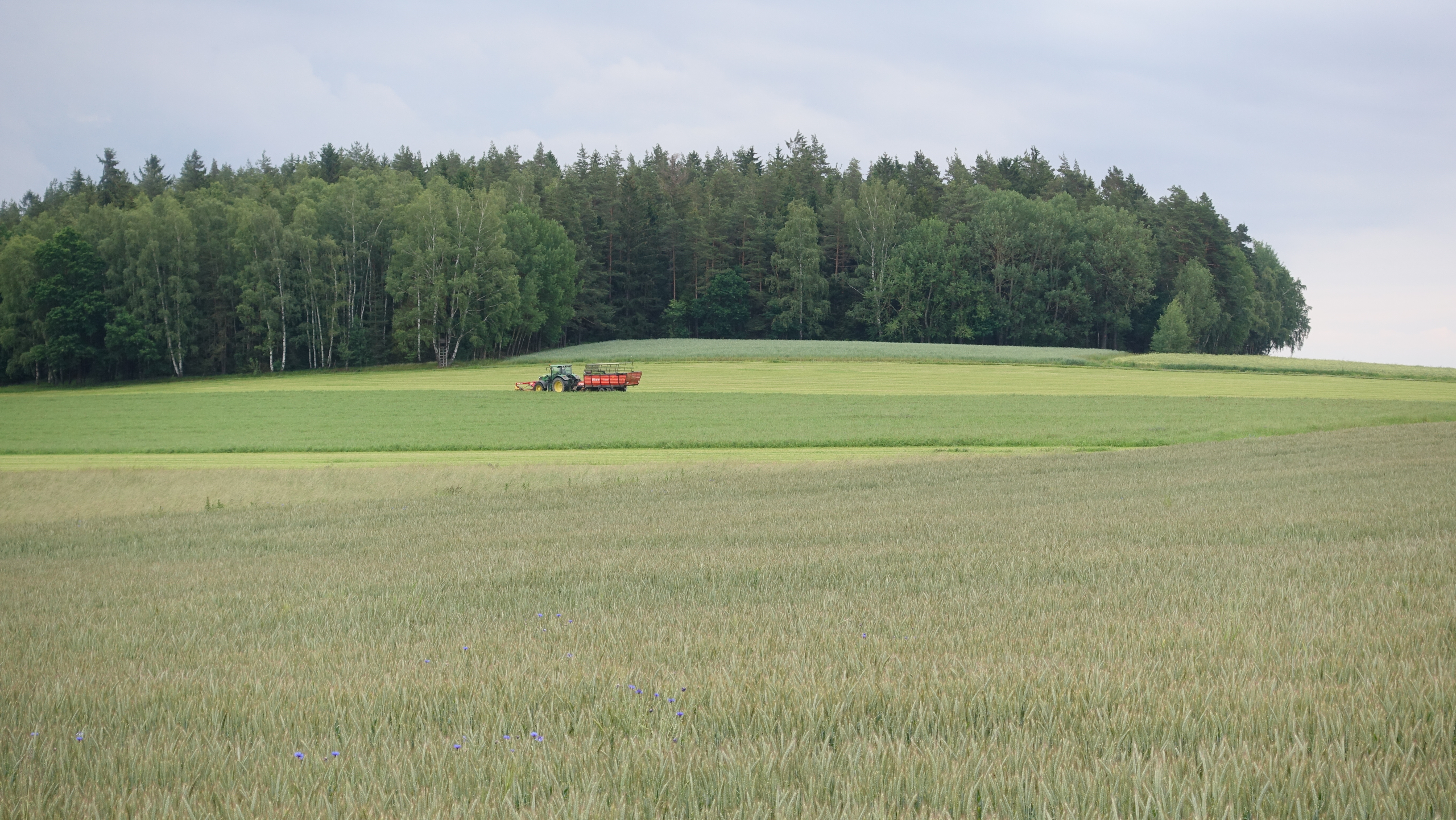
Marktredwitz – Oberberg

Der Oberberg ist eine 634 Meter hohe Erhebung 2,5 Kilometer nordwestlich der Stadt Marktredwitz im Landkreis Wunsiedel im Fichtelgebirge. Der Berg liegt 1 Kilometer nördlich der Bundesstraße 303 und Europastraße 48. Der Waldbestand wird forstwirtschaftlich genutzt, Rundwanderwege der Stadt Marktredwitz führen über die Anhöhe.

## Karten
Topografische Karte des Bayerischen Landesvermessungsamtes Nr. 5938 Marktredwitz
Koordinaten: 50° 1′ N, 12° 4′ O